# El Cometa de Sozin, Parte 2: Los Viejos Maestros
El Cometa de Sozin, Parte 2: Los Viejos Maestros es el quincuagésimo noveno episodio de la serie Avatar, la leyenda de Aang, y el décimo noveno del Libro 3: Fuego. Todos intentan encontrar a Aang. Deciden primero buscar a Iroh y ver si él puede derrotar al Señor del Fuego si Aang no aparece. Aang recibe los consejos de cada uno de los anteriores avatar acerca de matar o no a Ozai. Luego, encuentra el mejor consejo de una forma inesperada.

## Sinopsis
Katara, Zuko, Sokka, Suki y Toph encuentran a June en la taberna, donde Sokka recuerda que ella ayudó a Zuko a atacarlos previamente, Zuko responde: "Sí, de vuelta en los buenos tiempos". Se acerca a June, posteriormente le pide su ayuda para encontrar a Aang. Afuera Appa y el Shirsu Nyla parecen llevarse bien, June ofrece carne a Nyla y el animal olfatea una pertenencia de Aang y empieza a rastrear al aire, sin embargo cae confundida, June les explica que esto es porque a quien buscan simplemente se ha ido y que ya no existe, porque no está en ningún lugar, pero que tampoco está muerto porque al menos encontrarían su cuerpo. 
Mientras tanto Aang explora con Momo el extraño lugar en el que se encuentran, y piensa que está en el Mundo de los Espíritus, cosa que descarta inmediatamente ya que Momo puede verlo, y él todavía puede usar el Aire Control; en la taberna del Reino Tierra, June está a punto de irse, pero Zuko le dice que espere un momento, ya que hay alguien más a quien pueden recurrir para vencer al Señor del Fuego, y le da a olfatear a Nyla una sandalia del tío Iroh, y esta inmediatamente corre siguiendo el rastro, mientras los demás siguen a June y a Nyla en Appa, y después de un largo recorrido los deja cerca de los muros destruidos de Ba Sing Se, diciéndoles que deben estar cerca, y despidiéndose de los chicos, después al ver que es tarde, ellos deciden acampar.
Aang y Momo encuentran una superficie hexagonal de material extraño, Aang se siente confundido y dice que le gustaría poder contactar a Roku, pero pronto se da cuenta de que él puede contactar a sus reencarnaciones pasadas, ya que son parte de lo mismo y viven dentro de él, Roku se manifiesta diciéndole que la sabiduría y experiencia de los Avatares está dentro de él, y que solo tiene que mirar profundamente en su interior para encontrarla, Aang le pregunta en donde están, pero incluso Roku lo desconoce, Aang le dice que no sabe que hacer cuando se enfrente al Señor del Fuego, a lo que Roku le dice que tiene que ser decisivo y no cometer los mismos errores que el cometió en su momento.
En Ba Sing Se, los chicos están dormidos, cuando de repente se encuentran rodeados de fuego, y al voltear a ver quien los atacó, descubren a Piandao, Jeong Jeong, el maestro Pakku y el Rey Bumi, quien le dice a todos: "¡Oigan, Miren a quienes tenemos aquí!."
Roku le cuenta a Aang sus errores del pasado, recordándole que, al no matar a Sozin 100 años atrás cuando tuvo la oportunidad y permitió el comienzo de la guerra y le ofrece el consejo a Aang que debe mostrar mesura en los momentos críticos y se desvanece. De la misma manera Aang contacta a sus 3 reencarnaciones pasadas, el Avatar Kyoshi, Avatar Kuruk, quienes les dan su respectivo consejo basado en los errores que ellos cometieron como Avatares, finalmente, recurre llamar al Avatar Yangchen, la última Avatar perteneciente a los Nómada Aire, pensando que ella tal vez lo comprenderá, sin embargo su consejo es parecido al de los demás Avatares en cierto punto ya que el deber del Avatar es proteger y mantener el equilibrio del mundo: sin mas opciones Aang llega a la conclusión que este tendrá que sacrificar la vida del Señor del Fuego en nombre del equilibrio del mundo.
Mientras tanto, Toph pregunta por qué están rodeados de ancianos, a lo que Katara responde que no solo son ancianos, sino poderosos maestros, y saluda haciendo reverencia a su maestro Pakku, quien le dice que ahora lo puede llamar abuelo, porque Kanna y él se reencontraron y han casado, cosa que llena de emoción a Katara y a Sokka, presenta a Zuko con Jeong Jeong diciéndole que fue el primer maestro fuego de Aang, Sokka saluda a su maestro Pian Dao y revelan que son parte de una orden secreta que ha trascendido a pesar de las divisiones entre las 4 grandes naciones, y que trata de filosofía, amor y verdad, Zuko adivina que dicha organización es la Orden del Loto Blanco, y ellos afirman que eso es verdad, y que están ahí porque el líder Iroh los convocó para un asunto muy importante, Bumi pregunta por alguien importante del grupo que no estaba con ellos, refiriéndose a Momo, cuando Sokka le dice que Aang y el desaparecieron, Bumi sin preocuparse, contesta que entonces no hay de que preocuparse, camino a encontrarse con Iroh, Bumi les cuenta como logró liberarse y rescatar Omashu el día del eclipse sin ayuda de nadie más.
Llegando al campamento, Zuko está preocupado creyendo que su tío estará enojado con él, Katara lo anima, Zuko entra a la tienda de su tío, sin embargo este duerme plácidamente, al otro día, cuando despierta Zuko comienza a pedirle perdón, lamenta todo lo malo que le ha hecho y que comprende perfectamente si está enfadado con él, pero Iroh lo interrumpe abrazándole y le explica que no está enfadado con él, pero si tenía miedo y temor de que hubiera perdido su camino, Zuko dice que efectivamente lo había perdido, pero que lo había recuperado. Iroh destaca como un gran logro que haya sido el propio Zuko quien recuperó su senda, sin ayuda de nadie.
Aang divisa montañas acercándose y supone que la isla se mueve, al bucear en el agua, observa algo que parece ser una extremidad, así que busca la cabeza de lo que sea que se esté moviendo.
Al otro día los chicos están tomando te con Iroh, Zuko le pide ayuda para vencer al Señor del Fuego pero Iroh se niega. Menciona que no está seguro de poder vencer a Ozai y si de todas maneras lo derrotara no traería la paz sino que seguiría reproduciendo el mismo ciclo de violencia sin sentido que se inició hace cien años porque la Historia lo vería como "un hermano matando a otro hermano por poder" y que la única forma que la guerra pueda terminar en paz es que el Avatar derrote honorablemente a Ozai en un combate definitivo y pueda devolver el equilibrio al mundo. Luego Zuko le pregunta a Iroh que si después que termine la guerra y el Señor del Fuego sea derrotado él piensa ocupar el trono de la Nación del Fuego que le corresponde por nacimiento. Iroh vuelve a negarse a esa opción y menciona que la Nación del Fuego necesita un nuevo liderazgo, de alguien joven y de noble corazón, que ha luchado incansablemente por restaurar su honor y que será capaz de devolverle el honor a la Nación del Fuego y que ese es Zuko. También les dice que cuando era joven tuvo una visión de que tomaría Ba Sing Se y que ahora era el momento pero la tomaría para liberarla de la Nación del Fuego, recuperar su Casa de Té y jugar Pai Sho por el resto de su vida. Entonces los miembros del Equipo Avatar se dividen según la misión que les corresponde para vencer a la Nación del Fuego. Sokka, Suki y Toph se comprometen en detener a la flota de dirigibles que pretende arrasar con el Reino Tierra. Zuko se compromete en ir a la Ciudad Capital y derrotar a Azula, pero Iroh le aconseja que no lo haga sólo y que lleve a alguien del grupo que lo ayude. Zuko elige a Katara, quien acepta. Cada grupo entonces se despide y se dirige a cumplir su mención, con Iroh alentándoles diciéndoles que siente que esta vez "el Destino está de nuestro lado".
Aang descubre que está sobre un Leon Tortuga, y le pregunta por su sabio consejo acerca de que tiene que hacer para vencer sin tener que quitar ninguna vida. La tortuga le responde que la verdadera mente puede afrontar las mentiras e ilusiones sin perderse, el verdadero corazón puede palpar el veneno de la ira sin ser afectado, y desde el principio de los tiempos, la oscuridad ha crecido en el vacío, pero debe retirarse ante la luz purificadora, y acto seguido pone dos de sus garras sofre la frente y el pecho de Aang y ambos son emvueltos por una luz dorada. Después, la Tortuga deja a Aang en la costa y se despide.
El autoproclamado Rey Fénix Ozai se dispone a partir con su flota para destruir el Reino Tierra, sin saber que Aang le está esperando. El cometa de Sozin se puede ver llegando a la Tierra.
- Datos: Q5821512